# Día Internacional del Trabajo Doméstico
El Día Internacional del Trabajo Doméstico se celebra cada 22 de julio. Se declaró como tal oficialmente en 1983, durante el Segundo Encuentro Feminista Latinoamericano y del Caribe, para reconocer la contribución de las labores de las mujeres en los hogares, actividades que siguen siendo objeto de discriminación, sobre todo desde el punto de vista económico.

## Argumentos
- En la mayor parte de los casos, el trabajo doméstico lo realizan las mujeres.
- Se trata de una labor invisible, sin reconocimiento, sin pago, con jornadas muy largas, desvalorada y oculta. Y lo más contradictorio es que "ni siquiera se considera trabajo, sino una obligación casi natural de las mujeres".[3]
- Según la Encuesta Nacional sobre Uso de Tiempo (ENUT), mientras las mujeres dedican un promedio de 42.3 horas semanales a las actividades domésticas, los hombres sólo destinan 15.2 horas.
- Según la misma encuesta, 87 por ciento de las mujeres y 44 por ciento de los varones se dedican a cocinar, calentar o preparar alimentos; las mujeres dedican un promedio de 9 horas y media a estas tareas cada semana, y los hombres, un promedio de tan sólo 3 horas y 12 minutos.
- Las actividades de limpieza de la vivienda son efectuadas por 90 por ciento de las mujeres (que les dedican 9.3 horas a la semana, en promedio) y, en cambio, por 63 por ciento de los hombres (quienes les dedican, en promedio, 3.4 horas semanales).
- El 90 por ciento de las mujeres y el 56 por ciento de los hombres realizan actividades de limpieza y cuidado de ropa y de calzado (un promedio de 5.4 horas semanales en el caso de las mujeres, 1.7 horas semanales, en el de los varones).
- Las compras las realizan el 65.4 por ciento de las mujeres y el 47.5 por ciento de los hombres, en un tiempo promedio semanal de 2.7 horas y 2.3 horas, respectivamente.
- En cuanto al tiempo dedicado a los hijos, las mujeres superan por 155 millones de horas al tiempo invertido por los hombres.
- En la convivencia social, la recreación, el juego, la cultura, el deporte y el uso de los medios masivos de comunicación participan 13.9 por ciento de las mujeres y 18.6 por ciento de los hombres.
- En muchos países el trabajo doméstico no es una variable incluida en los cálculos del producto interno bruto (PIB), pero se estima que su valor económico, en millones de pesos, equivale al 21.7 del PIB.

## Historia
El Día Internacional del Trabajo Doméstico se celebra anualmente el 22 de julio para reconocer el trabajo no remunerado que realizan millones de personas en todo el mundo en sus hogares. Esta fecha fue elegida en honor a la fundación de la Federación Internacional de Trabajadoras del Hogar (FITH) en 1983.
El trabajo doméstico, que incluye tareas como cocinar, limpiar, cuidar niños y ancianos, es un trabajo esencial que permite que otras personas puedan dedicarse a sus trabajos remunerados fuera del hogar. Sin embargo, a menudo es subvalorado y mal remunerado, lo que lleva a la explotación y la falta de protección laboral.
La lucha por los derechos de las trabajadoras domésticas ha sido una larga batalla. En 1948, la Declaración Universal de Derechos Humanos reconoció el derecho a un salario justo y condiciones laborales justas para todos los trabajadores. Sin embargo, este derecho no se extendió a las trabajadoras domésticas hasta mucho más tarde.
En 2011, la Organización Internacional del Trabajo (OIT) adoptó el Convenio sobre el Trabajo Decente para las Trabajadoras y los Trabajadores Domésticos, que establece normas internacionales para proteger los derechos de estas trabajadoras. Este convenio fue ratificado por varios países, pero aún queda mucho por hacer para garantizar su implementación a nivel mundial.
El Día Internacional del Trabajo Doméstico es una oportunidad para concienciar sobre los derechos de las trabajadoras domésticas y exigir su reconocimiento y protección laboral. Es importante recordar que estas trabajadoras son una parte integral de nuestras comunidades y merecen el mismo respeto y protección que cualquier otro trabajador.

## El trabajo doméstico y la Organización Internacional del Trabajo
El Inmujeres y varias organizaciones civiles promueven la ratificación del convenio 189 de la Organización Internacional del Trabajo por parte del gobierno mexicano, promoviendo los derechos laborales de las mujeres. 